# Frano Mlinar
Frano Mlinar (Zágráb, 1992. március 30. –) horvát labdarúgó, az Istra 1961 játékosa.

## Pályafutása

### Klubcsapatok
Mlinar a Dinamo Zagreb akadémiáján nevelkedett, a klub színeiben 2010-ben mutatkozott be felnőtt bajnokin egy Lokomotiva Zagreb elleni mérkőzésen. Még abban az évben utóbbi csapat szerződtette, majd 2012-ben az Inter-Zaprešić labdarúgója lett. 2013 és 2016 között az olasz élvonalbeli Udinese Calcio játékosa volt, azonban egyetlen bajnokin sem játszott, kölcsönben szerepelt horvát és svájci csapatoknál. Az olaszoknál többnyire a második csapatban kapott lehetőséget. 2017 nyarán szerződtette őt a Mezőkövesd csapata. 2018 augusztusában felbontották a szerződését. A 2017-2018-as szezonban 21 bajnoki lépett pályára a magyar élvonalban és egy gólt szerzett.

### Válogatott
Többszörös horvát utánpótlás-válogatott, tagja volt a 2010-es U19-es labdarúgó-Európa-bajnokságra és a 2011-es U20-as labdarúgó-világbajnokságra kijutott horvát válogatottaknak. Utoljára az U21-es válogatott tagja volt.

## Sikerei, díja

### Klub
Dinamo Zagreb
- Horvát bajnok (1): 2009–10

### Válogatott
Horvátország
- U19-es labdarúgó-Európa-bajnokság elődöntős: 2010